# Климат Украины

Климат карта Украины в соответствии с климатической классификации Кёппена.

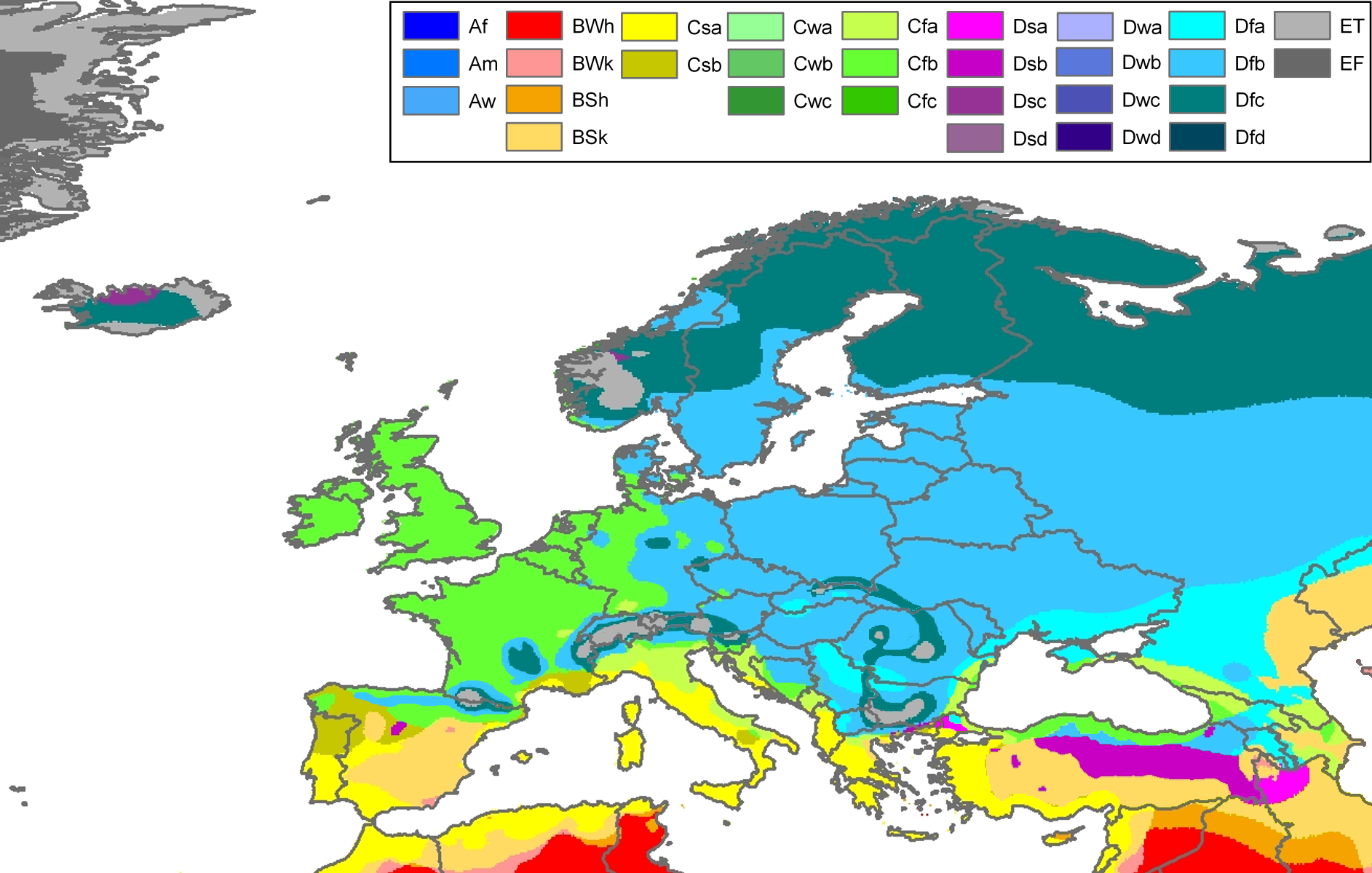
Схема Кёппена для Европы.

Удалённость Украины от океанов, континентальной Евразии и преимущественно равнинный характер её территории определяют климат страны как умеренно континентальный, с постепенно изменяющийся с запада на восток континентальностью. По мере роста континентальности лето становится более жарким, а зима более холодной, и уменьшается количество осадков.

## Общая характеристика
Территории Украины, несмотря на преобладающий умеренно континентальный климат, свойственны довольно значительные отличия во влажности климата, температурном режиме, продолжительности вегетационного периода и др.
Регулярное чередование влияния западного (влажного атлантического) и восточного (сухого континентального) воздуха в условиях преимущественно равнинной территории Украины вызывает частую смену циклонической деятельности антициклонической и наоборот. Летом это сказывается на изменении тёплых воздушных масс более влажными и умеренно тёплыми атлантическими, а зимой — тёплых атлантических масс холодными, поступающими с Севера и Сибири. В отдельные годы наблюдаются значительные отклонения большинства многолетних средних параметров климатических характеристик.
В пределах Украины выделяются четыре агроклиматические зоны, постепенно переходящие одна в другую. В северо-западной части расположена тёплая зона с достаточной увлажненностью. На юго-восток от неё протягивается тёплая зона со средней увлажненностью. Далее в юго-восточном направлении находится очень тёплая засушливая зона, а вся южная часть страны размещена в умеренно жаркой засушливой зоне.

## Температурный режим

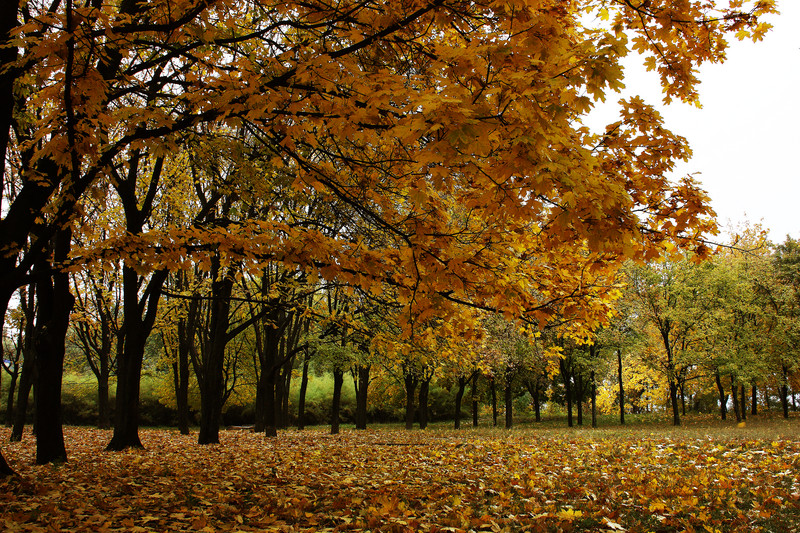
Типичный для Украины осенний день

Климат Киева — умеренно континентальный с мягкой зимой и тёплым летом, но в меру изменения климата приобретает черты морского(Dfb/Cfb) .
| Показатель                    | Янв.  | Фев.  | Март  | Апр.  | Май  | Июнь | Июль | Авг. | Сен. | Окт.  | Нояб. | Дек. | Год   |
| ----------------------------- | ----- | ----- | ----- | ----- | ---- | ---- | ---- | ---- | ---- | ----- | ----- | ---- | ----- |
| Абсолютный максимум, °C       | 11,1  | 17,3  | 22,4  | 30,2  | 33,6 | 35,5 | 39,4 | 39,9 | 35,7 | 27,9  | 23,2  | 15,2 | 39,9  |
| Средний суточный максимум, °C | −0,9  | 0,0   | 5,6   | 14,0  | 20,7 | 23,5 | 25,6 | 24,9 | 19,0 | 12,5  | 4,6   | 0,0  | 12,5  |
| Средняя температура, °C       | −3,5  | −3    | 1,8   | 9,3   | 15,5 | 18,5 | 20,5 | 19,7 | 14,2 | 8,4   | 1,9   | −2,3 | 8,4   |
| Средний суточный минимум, °C  | −5,8  | −5,7  | −1,4  | 5,1   | 10,8 | 14,2 | 16,1 | 15,2 | 10,2 | 4,9   | −0,3  | −4,6 | 4,9   |
| Абсолютный минимум, °C        | −31,1 | −32,2 | −24,9 | −10,4 | −2,4 | 2,4  | 5,8  | 1,9  | −2,9 | −17,8 | −21,9 | −30  | −32,2 |
| Норма осадков, мм             | 36    | 39    | 37    | 46    | 57   | 82   | 71   | 60   | 57   | 41    | 50    | 45   | 621   |
| Источник: Погода и климат     |       |       |       |       |      |      |      |      |      |       |       |      |       |

Для Луганска характерен степной климат (BSk), с малоснежной зимой, нередко сочетающейся с сильными метелями и частой сменой погоды, ранней весной, продолжительным жарким летом и поздней, но относительно короткой осенью.
| Показатель                    | Янв.  | Фев.  | Март  | Апр.  | Май  | Июнь | Июль | Авг. | Сен. | Окт.  | Нояб. | Дек.  | Год   |
| ----------------------------- | ----- | ----- | ----- | ----- | ---- | ---- | ---- | ---- | ---- | ----- | ----- | ----- | ----- |
| Абсолютный максимум, °C       | 11,3  | 15,7  | 19,7  | 30,6  | 33,1 | 34,7 | 38,2 | 40,9 | 35,8 | 28,4  | 21,9  | 16,3  | 40,9  |
| Средний суточный максимум, °C | −1,1  | −0,4  | 4,2   | 11,3  | 20,7 | 23,9 | 25,4 | 26,1 | 19,2 | 11,1  | 4,7   | −0,8  | 11,7  |
| Средняя температура, °C       | −4,5  | −3,6  | 0,2   | 7,1   | 13,9 | 18,6 | 19,9 | 21,3 | 14,1 | 5,4   | 1,9   | −2,7  | 5,6   |
| Средний суточный минимум, °C  | −7,8  | −5,8  | −2,4  | 4,2   | 9,4  | 13,8 | 16   | 17,1 | 9,4  | 1,9   | −2,2  | −5,8  | 3,9   |
| Абсолютный минимум, °C        | −42,9 | −40,6 | −35,2 | −14,9 | −8,9 | −4,1 | −1,8 | −0,9 | −9,3 | −18,7 | −31,7 | −36,8 | −42,9 |
| Норма осадков, мм             | 36    | 36    | 32    | 33    | 50   | 61   | 63   | 34   | 45   | 35    | 39    | 39    | 503   |
| Источник: Погода и климат     |       |       |       |       |      |      |      |      |      |       |       |       |       |

Климат Днепра классифицируют как влажный континентальный климат без сухого сезона и с тёплым летом. Среднегодовая температура воздуха составляет +9 °C, наиболее низкая — в январе: −3,6 °C, наиболее высокая — в июле: +22,1 °C. В году в среднем 260 солнечных дней. Самый влажный месяц — июнь. Самый сухой — октябрь. Самый жаркий месяц — июль, самый холодный — январь. Средняя температура зимой минус 3-4 градуса. Бывают ночи когда мороз ниже минус 25 градусов, хотя и редко, раз в 10-15 лет. Тяжелее всего переносится декабрь, в холодные годы возможны резкие перепады температуры и сильные морозы после тёплых дней. Для него также характерны: плотная облачность, влажные ветры, гололёд.
| Показатель                    | Янв. | Фев.  | Март  | Апр. | Май  | Июнь | Июль | Авг. | Сен. | Окт. | Нояб. | Дек.  | Год  |
| ----------------------------- | ---- | ----- | ----- | ---- | ---- | ---- | ---- | ---- | ---- | ---- | ----- | ----- | ---- |
| Абсолютный максимум, °C       | 12,3 | 17,5  | 24,1  | 31,8 | 36,1 | 37,8 | 39,8 | 40,9 | 36,5 | 32,6 | 20,6  | 16,3  | 40,9 |
| Средний суточный максимум, °C | −1   | 0,0   | 6,0   | 15,2 | 22,1 | 25,6 | 28,0 | 27,5 | 21,5 | 13,8 | 5,1   | 0,2   | 13,7 |
| Средняя температура, °C       | −3,6 | −3,4  | 1,8   | 9,7  | 16,2 | 19,9 | 22,1 | 21,4 | 15,6 | 8,9  | 2,0   | −2,4  | 9,0  |
| Средний суточный минимум, °C  | −6,1 | −6,3  | −1,6  | 4,2  | 10,6 | 14,6 | 16,7 | 15,8 | 10,7 | 5,0  | −0,8  | −5,3  | 4,8  |
| Абсолютный минимум, °C        | −34  | −27,8 | −19,2 | −8,2 | −2,4 | 3,9  | 5,9  | 3,9  | −3   | −8   | −17,9 | −27,8 | −34  |
| Норма осадков, мм             | 45   | 43    | 43    | 38   | 42   | 60   | 54   | 43   | 41   | 37   | 46    | 47    | 539  |
| Источник: Погода и климат     |      |       |       |      |      |      |      |      |      |      |       |       |      |

Одесса расположена в зоне влажного субтропического климата (Cfa) по классификации В. П. Кёппена или субтропического муссонного климата по классификации Б. П. Алисова.
| Показатель              | Янв.  | Фев. | Март | Апр. | Май  | Июнь | Июль | Авг. | Сен. | Окт.  | Нояб. | Дек.  | Год  |
| ----------------------- | ----- | ---- | ---- | ---- | ---- | ---- | ---- | ---- | ---- | ----- | ----- | ----- | ---- |
| Абсолютный максимум, °C | 15,1  | 19,2 | 24,1 | 29,4 | 33,3 | 37,2 | 39,3 | 38   | 35,4 | 30,5  | 26    | 17    | 39,3 |
| Средняя температура, °C | −0,2  | 0,7  | 4,8  | 10,3 | 16,5 | 21,1 | 23,7 | 23,4 | 18   | 12,1  | 6,3   | 1,6   | 11,5 |
| Абсолютный минимум, °C  | −26,2 | −28  | −16  | −5,9 | 0,3  | 5,2  | 7,5  | 7,9  | −0,8 | −13,3 | −14,6 | −19,6 | −28  |
| Норма осадков, мм       | 38    | 31   | 26   | 55   | 32   | 37   | 38   | 81   | 40   | 34    | 63    | 31    |      |
| Источник: Weatheronline |       |      |      |      |      |      |      |      |      |       |       |       |      |

Климат во Львове — умеренный, переходный от континентального к морскому (Dfb/Cfb). Черты континентального климата ему придаёт морозная зима, черты же морского климата придают обильные осадки круглый год.
| Показатель                    | Янв.  | Фев.  | Март  | Апр.  | Май  | Июнь | Июль | Авг. | Сен. | Окт.  | Нояб. | Дек.  | Год   |
| ----------------------------- | ----- | ----- | ----- | ----- | ---- | ---- | ---- | ---- | ---- | ----- | ----- | ----- | ----- |
| Абсолютный максимум, °C       | 13,8  | 17,7  | 22,4  | 28,9  | 32,2 | 33,4 | 36,3 | 35,1 | 31,0 | 25,3  | 21,6  | 16,5  | 36,3  |
| Средний суточный максимум, °C | −0,1  | 1,3   | 6,3   | 13,6  | 19,4 | 22,0 | 23,9 | 23,5 | 18,3 | 12,9  | 6,0   | 0,9   | 12,3  |
| Средняя температура, °C       | −3,1  | −2,2  | 1,9   | 8,3   | 13,8 | 16,4 | 18,3 | 17,7 | 13,0 | 8,1   | 2,6   | −1,8  | 7,8   |
| Средний суточный минимум, °C  | −6,1  | −5,5  | −1,7  | 3,6   | 8,4  | 11,3 | 13,2 | 12,5 | 8,4  | 4,1   | −0,3  | −4,6  | 3,6   |
| Абсолютный минимум, °C        | −28,5 | −29,5 | −24,8 | −12,1 | −5   | 0,5  | 4,5  | 2,6  | −3   | −13,2 | −17,6 | −25,6 | −29,5 |
| Норма осадков, мм             | 40    | 44    | 45    | 52    | 89   | 89   | 96   | 76   | 67   | 51    | 49    | 47    | 745   |
| Источник: Погода и климат     |       |       |       |       |      |      |      |      |      |       |       |       |       |

Климат Харькова находится в зоне влажного континентального климата (Dfb — по классификации климатов Кёппена), с умеренно холодной изменчивой зимой и длительным устойчивым, порой засушливым, жарким летом.
| Показатель                                                     | Янв.  | Фев. | Март  | Апр.  | Май  | Июнь | Июль | Авг. | Сен. | Окт.  | Нояб. | Дек.  | Год   |
| -------------------------------------------------------------- | ----- | ---- | ----- | ----- | ---- | ---- | ---- | ---- | ---- | ----- | ----- | ----- | ----- |
| Абсолютный максимум, °C                                        | 11,0  | 14,6 | 21,8  | 30,5  | 34,5 | 36,8 | 38,4 | 39,8 | 33,7 | 29,3  | 20,3  | 13,4  | 39,8  |
| Средний суточный максимум, °C                                  | −2,2  | −1,6 | 4,3   | 14,0  | 20,8 | 24,3 | 26,4 | 25,7 | 19,4 | 12,0  | 3,6   | −1,1  | 12,1  |
| Средняя температура, °C                                        | −4,6  | −4,5 | 0,7   | 9,2   | 15,6 | 19,3 | 21,3 | 20,3 | 14,4 | 7,9   | 0,9   | −3,5  | 8,1   |
| Средний суточный минимум, °C                                   | −7    | −7,3 | −2,4  | 4,6   | 10,3 | 14,2 | 16,2 | 14,9 | 9,8  | 4,3   | −1,5  | −5,9  | 4,2   |
| Абсолютный минимум, °C                                         | −35,6 | −35  | −32,2 | −13,1 | −6   | −1,1 | 5,7  | 1,2  | −4,8 | −10,7 | −22,6 | −31,4 | −35,6 |
| Норма осадков, мм                                              | 36    | 33   | 32    | 34    | 50   | 61   | 60   | 42   | 47   | 44    | 41    | 36    | 516   |
| Источник: Погода и климат погода в Харькове (архив температур) |       |      |       |       |      |      |      |      |      |       |       |       |       |

Климат Ужгорода — мягкий морской климат (Cfb), с тёплым летом и мягкой зимой.
| Показатель                    | Янв.  | Фев.  | Март  | Апр. | Май  | Июнь | Июль | Авг. | Сен. | Окт. | Нояб. | Дек.  | Год   |
| ----------------------------- | ----- | ----- | ----- | ---- | ---- | ---- | ---- | ---- | ---- | ---- | ----- | ----- | ----- |
| Абсолютный максимум, °C       | 13,3  | 17,2  | 25,4  | 29,5 | 31,4 | 34,1 | 38,6 | 36,5 | 34,4 | 26,1 | 21,1  | 15,6  | 38,6  |
| Средний суточный максимум, °C | 1,3   | 3,7   | 9,8   | 16,7 | 22,0 | 24,6 | 26,9 | 26,6 | 21,2 | 15,4 | 8,2   | 2,7   | 14,9  |
| Средняя температура, °C       | −1,7  | −0,1  | 5,0   | 11,0 | 16,1 | 18,8 | 20,9 | 20,3 | 15,5 | 10,3 | 4,7   | −0,2  | 10,1  |
| Средний суточный минимум, °C  | −4,8  | −3,7  | 0,6   | 5,5  | 10,4 | 13,1 | 15,0 | 14,5 | 10,3 | 5,7  | 1,4   | −3    | 5,4   |
| Абсолютный минимум, °C        | −28,2 | −26,3 | −17,5 | −6,2 | −0,9 | 1,5  | 5,4  | 4,4  | −2,2 | −9,3 | −21,8 | −24,7 | −28,2 |
| Норма осадков, мм             | 53    | 50    | 43    | 49   | 74   | 76   | 78   | 73   | 73   | 54   | 57    | 68    | 748   |
| Источник: Погода и климат     |       |       |       |      |      |      |      |      |      |      |       |       |       |

## Осадки

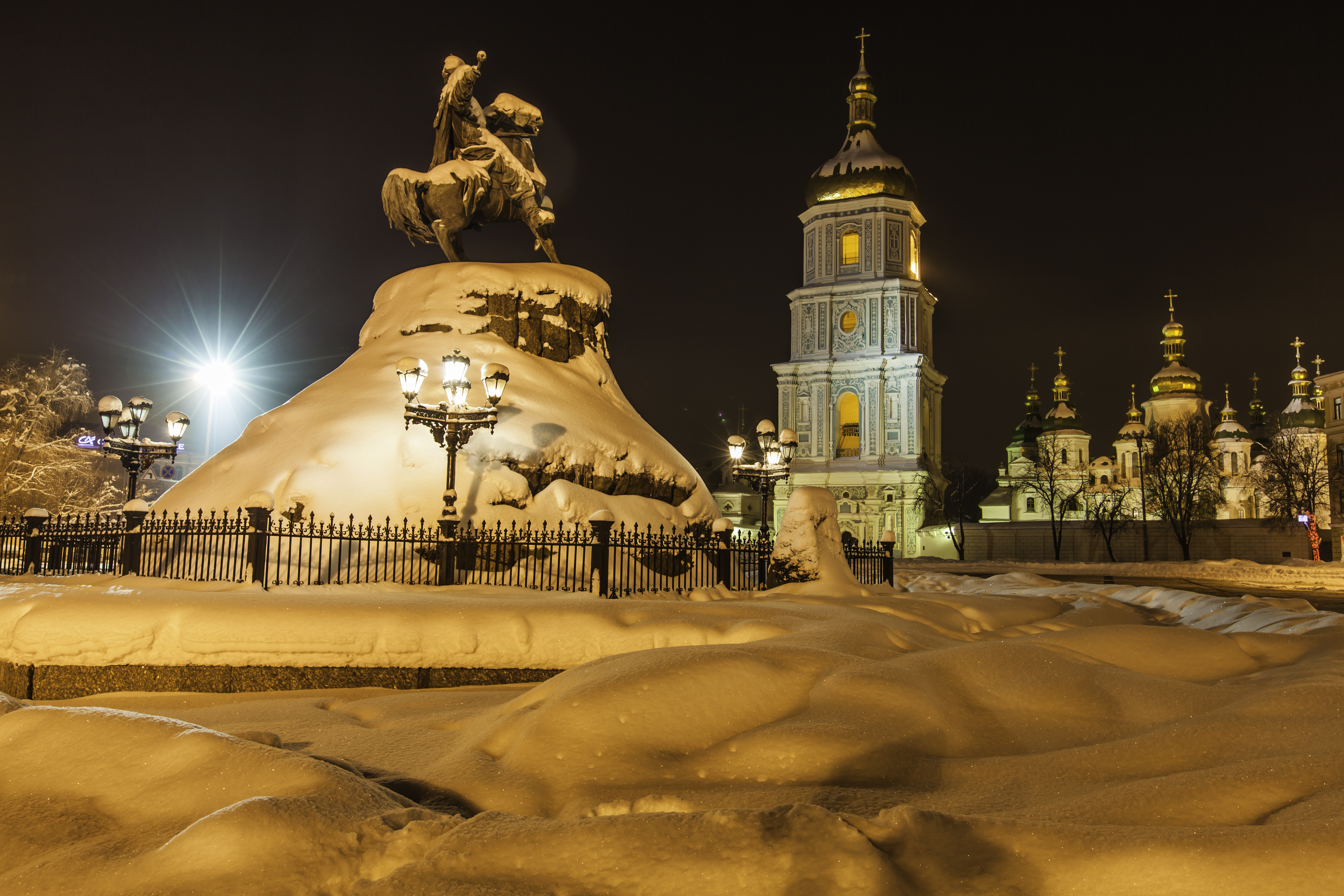
Снег в центре Киева

Значительное влияние на климатообразующий режим Украины оказывает общий объём выпадения осадков, их распределение по регионам и порам года. Больше всего их выпадает на западе (до 800 мм в год). На остальной территории этот показатель колеблется от 600 мм (на севере) до 500 мм (на востоке). В засушливые годы количество осадков значительно уменьшается: в прибрежных районах Азовского и Чёрного морей — до 100 мм, в степных — до 150—200 мм, а в лесостепных — до 250—350 мм.
На формирование баланса влаги и увлажнённости территории оказывает непосредственное влияние относительная влажность воздуха. Среднегодовой её показатель составляет 65-70 %, причём в летние месяцы он снижается до 55-60 % (в отдельные засушливые годы на юго-востоке страны — до 10 %).
Основная масса осадков Украины выпадает летом. Зимой на всей территории страны выпадает снег, образующий постоянный снежный покров, (кроме Южной Украины, где снежный покров непостоянный) и достигающий наибольшей высоты в январе. Высота снежного покрова зависит от ряда обстоятельств — количества осадков в зимний период, направления и силы ветров, стабильности снежного покрова, характера растительности и особенностей территории. На покрытой лесом территории Полесья высота снежного покрова составляет 10-20 см, а в южной и западной частях страны снег 30-37 см, он в результате оттепелей стаивает несколько раз (неполностью). В отдельные зимы снежный покров и вовсе отсутствует. В горных районах Карпат наблюдается довольно значительная мощность снежного покрова (60-70 см), который сходит лишь в конце марта. В отдельные годы северные холодные воздушные массы приносят снег в мае.
В летние месяцы в большинстве областей страны преобладает засушливая погодахарактеризующаяся высокой испаряемостью, значительно превышающей количество осадков. Влага в почве накапливается преимущественно в осенний, зимний и весенний периоды.
Территории Украины присуще значительное региональное колебание количества осадков и их распределения в течение года. Наибольшие амплитуды их объёмов характерны для юга. За какой-либо месяц здесь может выпасть 30-50 % годового объёма осадков, но уже в следующем году этот месяц может быть вовсе без осадков. Часто случаются периоды без осадков (особенно осенью), достигающие 2-3 месяцев.

## Климатические области

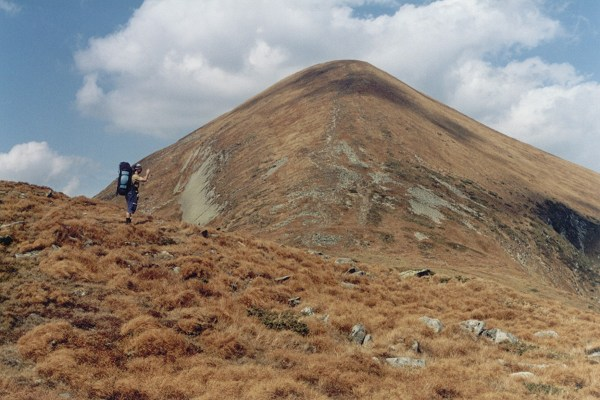
Высшая точка Украины — гора Говерла

В пределах Украины выделяется ряд климатических регионов, каждый из которых имеет довольно значительные отличия показателей атмосферного давления, температуры воздуха, количества и периодичности осадков — Северная, Южная, Средиземноморская и Горная области. Разделительной границей между Северной и Южной климатическими областями является «Ось Воейкова».
Северная климатическая область совпадает с зонами Полесья и Лесостепи и в значительной мере находится под влиянием влажных циклонов. Абсолютные высоты этой территории колеблются в пределах 135—500 м. Средние температуры января варьируют от −6,5° до −8°С, июля — от +15,5° до +20,5°С, а количество осадков — от 480 мм до 690 мм. Причём континентальность климата, как и на остальной территории страны, возрастает с запада на восток.
Южная климатическая область характеризуется наивысшим уровнем инсоляции, большей засушливостью и находится преимущественно под влиянием действия антициклонов. Абсолютные средние высоты её территории незначительны (10-150 м), средние температура января колеблется от −2° до −7°С, июля — от +21,5° до +30°С, а ежегодное количество осадков — от 370 мм до 465 мм.
Горная климатическая область охватывает Украинские Карпаты, а её характерной особенностью является наличие вертикальной поясности. Это проявляется в изменении температуры и ландшафтов в зависимости от высоты местности. В горных условиях выпадает большое количество осадков (745—1450 мм). Среднегодовая температура невысокая: в Карпатах она составляет +4,5°С. Зимы в Карпатах многоснежные, снеговой покров лежит с декабря до марта. До высоты 1600 м растут леса, а выше их, луга (полонины в Карпатах).